# Мумии гуанчей
Мумии гуанчей — мумифицированные тела мёртвых древних жителей Тенерифе (Канарских островов). Первоначально мумии на Канарских островах были обнаружены в пещерах одновременно с испанским завоеванием островов, на четырёх из семи островов архипелага. Первоначально число мумий, предположительно, исчислялось тысячами, но на сегодняшний день сохранилось всего несколько, находящихся в нескольких музейных коллекциях. Возраст многих мумий оценивается более чем в 1400 лет, однако по причине того, что значительная часть мумий гуанчей была уничтожена ещё в XVI веке, проводилось не так много их исследований.
Практика мумифицирования у гуанчей была связана с религиозными представлениями и служила тем же целям, что и у других древних культур, а именно — сохранить тело умершего посредством бальзамирования, защитить его и одновременно подчеркнуть этим его социальный статус (скорее всего, у гуанчей мумифицировались только тела представителей высшего класса общества). Метод, используемый аборигенами острова Тенерифе, был наиболее совершенным из всех, поэтому их мумии сохранились лучше всего и более всего известны в Испании. Фактически, текущие исследования утверждают, что практика мумификации на Канарских островах была сосредоточена исключительно на острове Тенерифе, в то время как на таких островах, как Гран-Канария и Ла-Пальма, она сохранилась, скорее, из-за факторов окружающей среды.
Существовало три метода бальзамирования:
- Удаление внутренних органов
- Использование специальных материалов для бальзамирования, таких как земля, камень, различные растительные и твёрдые жиры
- Мумифицирование в песке

Независимо от выбранного метода тело предварительно высушивали на солнце. После завершения процесса мумифицирования мумию заворачивали в козьи шкуры (число шкур различалось в зависимости от статуса умершего), затем помещали на специальную доску в пещере и замуровывали пещеру; эти меры позволяли обеспечить сохранность мумий. Существовало также гендерное разделение: мужчин мумифицировали мужчины, женщин — женщины.
После обнаружения мумий гуанчей испанцами в начале XVI века многие из них были измельчены в порошок и продавались в Европе в качестве лекарства от брюшной боли.
В 1933 году в южной части Тенерифе было обнаружено самое большое кладбище мумий гуанчей, содержавшее от 60 до 74 мумий, но после обнаружения оно было сразу же почти полностью разграблено.
На сегодняшний день мумии гуанчей, в течение многих столетий бывшие объектом поиска и научных споров в Европе, доступны для обозрения в Музее природы и человека (Археологический музей на Тенерифе) и Национальном музее антропологии в Мадриде.
Самые старые мумифицированные останки Канарских островов относятся к третьему столетию нашей эры и были найдены на Тенерифе.